# Crocidura raineyi
Crocidura raineyi — вид ссавців родини Soricidae. Це ендемік гори Гарг в хребті Метьюз у Кенії. Його природне середовище існування — гірські ліси.